# Billy Turner
William Turner (Shoreview, 17 ottobre 1991) è un giocatore di football americano statunitense che gioca nel ruolo di offensive tackle per i New York Jets della National Football League (NFL). Fu scelto nel corso del terzo giro (67º assoluto) del Draft NFL 2014. Al college ha giocato a football all'Università statale del Nord Dakota

## Carriera

### Miami Dolphins
Turner fu scelto nel corso del terzo giro del Draft 2014 dai Miami Dolphins. Debuttò come professionista nel penultimo turno della stagione regolare contro i Minnesota Vikings.